# 日本金銭機械
日本金銭機械株式会社（にほんきんせんきかい、Japan Cash Machine Co., Ltd.）は、アミューズメント施設向けの機器・貨幣処理機器の製造・販売などを行う企業である。

## 沿革
- 1955年（昭和30年） - 設立。
- 1959年（昭和34年） - 大阪市東住吉区平野馬場町（現在地）に新工場を建設。
- 1981年（昭和56年） - 紙幣鑑別機の製造販売開始。
- 1993年（平成5年） - 大阪証券取引所2部に上場。
- 2000年（平成12年） - 東京証券取引所2部に上場。
- 2001年（平成13年） - 株式会社名豊商事（現・JCMメイホウ株式会社）の全株式を取得。
- 2004年（平成16年） - ISO14001認証取得。東京・大阪両証券取引所1部に指定替え。
- 2009年（平成21年） - 株式会社サミーから株式会社サミーシステムズ（現・JCMシステムズ株式会社）の全株式を取得。
- 2013年（平成25年） - JCMシステムズ株式会社に国内営業部門を会社分割し、JCMメイホウ株式会社を同社の完全子会社とする。
- 2016年（平成28年） - シチズンホールディングス傘下シルバー電研より事業譲受

## 関連企業

### 国内
- JCMシステムズ株式会社	貨幣処理機器等、遊技場向け景品POS、計数機、台間玉貸機等の販売・保守
  - 〒103-0004　東京都中央区東日本橋2-23-2 JCM東日本橋ビル
- JCMメイホウ株式会社	パチンコ・パチスロ及びパチンコ・パチスロ関連製品の販売
  - 〒103-0044　東京都中央区東日本橋2-23-2　JCM東日本橋ビル

### 海外
- JCM AMERICAN CORP.	貨幣処理機器等の販売・保守、ソフトウエアの開発
  - 925 Pilot Road, Las Vegas,Nevada,89119 U.S.A
- JCM GOLD (H.K.) LTD.	貨幣処理機器、遊技場向機器の製造販売
  - Unit 1-7,3F,Favor Industrial Centre,2-6 Kin Hong St.,Kwai Chung N.T.,Hong Kong
- JCM Europe GmbH.	貨幣処理機器等の販売・保守、ソフトウエアの開発
  - Mundelheimer Weg 60,D-40472 Dusseldorf,Germany
- SHAFTY CO.,LTD.	JCM GOLD(H.K.)LTD.への不動産の賃借
  - Unit 1-7,3F,Favor Industrial Centre,2-6 Kin Hong St.,Kwai Chung N.T.,Hong Kong
- J-Cash Machine (Thailand) Co., Ltd.	ソフトウェアの開発
  - 42Tower,Room701,7thFloor,65SoiSukhumvit42（Kluaynamthai）,SukhumvitRd.,Prakanong,Klongtoey,Bangkok,10110
- JCM CHINA CO., LTD.	貨幣処理機器等の製造・販売支援
  - 806, East Tower, Coastal Building, Haide 3 Road, Nanshan District,Shenzhen, Guangdong, P.R.China